# Georg Dardenne
Georg Dardenne (Nettersheim, 1959. január 14. –) német nemzetközi labdarúgó-játékvezető.

## Pályafutása

### Nemzeti játékvezetés
1987-ben lett az 1. Bundesliga játékvezetője. Az aktív nemzeti játékvezetéstől 2000-ben vonult vissza. Második ligás mérkőzéseinek száma: 51. - Első ligás mérkőzéseinek száma: 121.

#### Nemzeti kupamérkőzések
Vezetett Kupa-döntők száma: 2.

##### Amatőr Kupa
| Időpont         | Helyszín                         | Mérkőzés típusa | Mérkőzés                                      | Eredmény | Nézők száma |
| --------------- | -------------------------------- | --------------- | --------------------------------------------- | -------- | ----------- |
| 1991. június 9. | Ludwig-Jahn Stadion, Ludwigsburg | döntő           | SpVgg 07 Ludwigsburg–Werder Bremen (Amateure) | 1 : 2    | 4. 500      |

##### Junior-kupa
| Időpont         | Helyszín                                  | Mérkőzés típusa | Mérkőzés                     | Eredmény | Nézők száma |
| --------------- | ----------------------------------------- | --------------- | ---------------------------- | -------- | ----------- |
| 1993. július 2. | Glückauf-Kampfbahn Stadion, Gelsenkirchen | döntő           | FC Schalke 04–1. FC Nürnberg | 1 : 2    | 4 000       |

### Nemzetközi játékvezetés
A Német labdarúgó-szövetség Játékvezető Bizottsága (JB) 1994-ben terjesztette fel nemzetközi játékvezetőnek, a Nemzetközi Labdarúgó-szövetség (FIFA) bíróinak keretébe. Több nemzetek közötti válogatott és klubmérkőzést vezetett. A német nemzetközi játékvezetők rangsorában, a világbajnokság-Európa-bajnokság sorrendjében többedmagával a 28. helyet foglalja el 2 találkozó szolgálatával. Az aktív nemzetközi játékvezetéstől 1999-ben búcsúzott.

#### Világbajnokság
1997-ben Malajzia rendezte az U20-as labdarúgó-világbajnokságot, ahol a FIFA JB játékvezetőként foglalkoztatta. 
| Időpont          | Helyszín                        | Mérkőzés típusa        | Mérkőzés                 | Eredmény | Nézők száma |
| ---------------- | ------------------------------- | ---------------------- | ------------------------ | -------- | ----------- |
| 1997. június 17. | Sarawak Stadion, Kuching        | selejtező (B. csoport) | Dél-Korea–Dél-Afrika     | 0 : 0    | 20 000      |
| 1997. június 19. | Sarawak Stadion, Kuching        | selejtező (B. csoport) | Dél-Afrika–Brazília      | 0 : 2    | 7 939       |
| 1997. június 25. | Shah Alam Stadion, Kuala Lumpur | egyik nyolcaddöntő     | Uruguay–Egyesült Államok | 3 : 0    | 2 500       |

#### Európa-bajnokság
Az európai-labdarúgó torna döntőjéhez vezető úton Angliába a X., az 1996-os labdarúgó-Európa-bajnokságra az UEFA JB játékvezetőként foglalkoztatta.

##### 1996-os labdarúgó-Európa-bajnokság
| Időpont             | Helyszín                | Mérkőzés típusa           | Mérkőzés           | Eredmény | Nézők száma |
| ------------------- | ----------------------- | ------------------------- | ------------------ | -------- | ----------- |
| 1995. augusztus 16. | Razdan Stadion, Jereván | előselejtező (7. csoport) | Örményország–Dánia | 0 : 2    | 22 000      |

##### 2000-es labdarúgó-Európa-bajnokság
| Időpont             | Helyszín               | Mérkőzés típusa           | Mérkőzés               | Eredmény | Nézők száma |
| ------------------- | ---------------------- | ------------------------- | ---------------------- | -------- | ----------- |
| 1998. szeptember 5. | Dinamo Stadion, Minszk | előselejtező (7. csoport) | Fehéroroszország–Dánia | 0 : 0    | 34 000      |

#### Nemzetközi kupamérkőzések
Vezetett Kupa-döntők száma: 1.

##### Intertotó-kupa
A nyári labdarúgó tornának három csoportja, három döntő mérkőzése volt.
| Időpont            | Helyszín                  | Mérkőzés típusa | Mérkőzés                 | Eredmény |
| ------------------ | ------------------------- | --------------- | ------------------------ | -------- |
| 1996. augusztus 6. | Városi Stadion, Volgográd | döntő           | Rotor Volgograd–Guingamp | 2 : 1    |
|                    |                           |                 |                          |          |